# تشاد غريغز
تشاد غريغز (بالإنجليزية: Chad Griggs)‏ هو فنان قتال مختلط أمريكي، ولد في 15 مايو 1978 في توسان في الولايات المتحدة.

## وصلات خارجية
- تشاد غريغز على موقع يو إف سي (الإنجليزية)
- تشاد غريغز على موقع شيردوغ (الإنجليزية)
- تشاد غريغز على موقع IMDb (الإنجليزية)
- تشاد غريغز على موقع قاعدة بيانات الفيلم (الإنجليزية)